# Mary Trump
Mary Lea Trump (Nova York, 3 de maig de 1965) és una psicòloga estatunidenca. Neboda del president Donald Trump, es va fer famosa al juliol del 2020 arran de la batalla legal i posterior publicació de Too Much and Never Enough: How My Family Created the World's Most Dangerous Man, un llibre molt crític amb el comportament de Donald Trump envers la família de l'autora, entre altres coses.